# Brackets
Bracketsは、オープンソースのソースコードエディタである。
アドビにより開発され、4か月ごとの定期リリースが行われていたが、AtomやVisual Studio Codeなどの台頭により、2021年9月1日をもってアドビによるサポートは終了した。
アドビのサポート終了以降は、コミュニティによる開発が行われている。

## 概要
以下のような特徴・機能がある。
- オープンソース[6]。

ライブプレビューの動作例

- macOS・Windows・Linuxのクロスプラットフォーム。
- Chromium Embedded Framework・Node.jsを使用し、 HTML・CSS・JavaScriptで書かれている。
- クイックエディット - CSS・カラープロパティ・JavaScriptの入力候補を提示。
- クイックドキュメント -  CSSなどのリファレンスを表示させることができる。
- ウィンドウの分割 - メインビューを縦・横に分割することで、同時に2つのファイルを編集することができる。
- ライブプレビュー - コーディング内容を、ブラウザでリアルタイムで確認できる（Google Chromeのみ対応）。
- LESS記法をサポート[7]。
- JavaScriptの構文チェッカ JSLintを内蔵
- JavaScriptデバッガ Theseusを内蔵[8]
- 機能拡張（エクステンション） - 拡張機能で必要な機能を追加することができる[5][9]。また拡張機能マネージャーで、拡張機能の検索・インストールが可能。

## 歴史
日本語でのアップデート履歴の詳細は、GitHub adobe/brackets-updates brackets-updates/ja.jsonを参照。
- 2012年6月25日 - スプリント7（バージョン0.7相当）として、開発版をリリース[10]。
- 2014年10月6日 - バージョン0.44をリリース[11]。分割ビューの追加、安定性の向上など。正式リリース前の最終版。
- 2014年11月4日 - バージョン1.0として正式リリース[12]。
- 2015年10月5日 - Adobe DreamweaverCCのエディタ部分にBracketsを採用することを発表[13]（Adobe Dreamweaver CC 2017以降で正式採用）。
- 2018年1月30日 - バージョン1.12をリリース[11]。JavaScript固有のコードのリファクタリング機能の追加など。
- 2020年4月6日 - バージョン1.14.2をリリース[14]。アドビによる最後のリリース。
- 2021年3月1日 - Bracketsのサポートを2021年9月1日に終了することをアドビが発表。[15]
- 2021年12月１日 - バージョン2.0.1 をリリース。

## 対応言語
C言語・C++・CSS・HTML・Java・JavaScript・Perl・Python・Ruby・VBScriptなど、38種類以上の言語をサポートしている。 
またAdobe Photoshopで制作したカンプからHTMLを起こす作業を容易にするため、PSDファイルから写真・ロゴ・デザインスタイルを抽出することができる「PSDレンズ」という機能をサポートしている。これは拡張機能のExtract for Bracketsとして提供されている。